# 埃米尔·萨拉德
埃米尔·萨拉德（法語：Émile Sarrade，1877年3月10日—1953年10月14日），法国男子拔河、橄榄球运动员。他曾代表法国参加1900年夏季奥林匹克运动会拔河和橄榄球比赛，获得一枚金牌和一枚银牌。